# Saint-Palais-du-Né
Saint-Palais-du-Né település Franciaországban, Charente megyében. Lakosainak száma 305 fő (2022. január 1.). Saint-Palais-du-Né Criteuil-la-Magdeleine, Lachaise, Saint-Fort-sur-le-Né, Verrières, Archiac, Cierzac, Germignac, Saint-Eugène és Sainte-Lheurine községekkel határos.

## Népesség
A település népessége az elmúlt években az alábbi módon változott:
| Lakosok száma | 294  | 311  | 282  | 274  | 285  | 281  | 289  | 299  | 304  | 305  |
|               | 1968 | 1982 | 1990 | 2006 | 2013 | 2015 | 2017 | 2019 | 2020 | 2022 |